# Insanitarium
Insanitarium ist ein US-amerikanischer Horrorfilm aus dem Jahr 2008.

## Handlung
Nach dem Suizid ihrer Mutter versucht Lily ebenfalls, sich zu töten. Ihr Versuch scheitert, und sie wird in eine Nervenheilanstalt eingewiesen. Ihr Bruder Jack darf sie weder besuchen noch kontaktieren. Daher fasst er den Plan, sich selbst in die gleiche Anstalt einweisen zu lassen, indem er vorgibt, den Verstand verloren zu haben. Das Vorhaben gelingt, und er wird in die Anstalt von Dr. Gianetti eingewiesen. Zu Beginn seines Aufenthaltes lernt er Dave kennen, der ihm dabei helfen soll, Kontakt zu seiner Schwester aufzunehmen. Von ihm erfährt Jack auch, dass Dr. Gianetti Experimente mit den Insassen der Anstalt durchführen soll. Dieses Wissen ist für ihn dann auch ein weiterer Grund, seine Schwester aus der Anstalt zu holen. Tatsächlich gelingt es ihm, mit Lily Kontakt aufzunehmen, aber sie blockt jeglichen Gesprächsversuch ab.
Währenddessen ist Dr. Gianetti mit einem der Insassen, Loomis, beschäftigt. Er spritzt ihm ein experimentelles Medikament, das in ihm einen ansteckenden Kannibalismus zum Vorschein kommen lässt. Loomis ist es schließlich, der die Infektion an weitere Insassen der Anstalt überträgt. Als Jack und Dave mehr über die Experimente von Dr. Gianetti in Erfahrung bringen wollen, werden sie von bereits infizierten Insassen angegriffen, können aber fliehen. Jack begibt sich auf die Suche nach Lily, die mittlerweile von Dr. Gianetti in einer Einzelzelle eingesperrt wurde. Währenddessen breitet sich die Infektion in der gesamten Anstalt aus. Nachdem Jack seine Schwester befreit hat, versuchen beide, zusammen mit Dave und Nancy, einen Weg aus der Anstalt zu finden. Jedoch führt der Weg direkt durch Dr. Gianettis Labor. Auf dem Weg dorthin wird Nancy von den Infizierten getötet. Im Labor angekommen, überwältigt Dr. Gianetti Dave und lobotomiert ihn. Bei dem Versuch Jack zu töten, wird er von Loomis angegriffen und ebenfalls infiziert.
Jack und Lily gelingt derweil die Flucht. Als sie eine Straße entlanggehen, werden sie von einer Polizeistreife aufgegriffen. Beide glauben nun in Sicherheit zu sein, aber die Polizisten bringen sie zur Anstalt zurück. Dort angekommen, öffnen die Polizisten eine der Türen und eine Vielzahl der Kannibalen stürmt aus dem Gebäude und begibt sich zielstrebig in Richtung Stadt.

## Kritiken
Das Lexikon des internationalen Films bezeichnete Insanitarium als „fragwürdiger Horrorfilm, der, zunehmend drastischer werdend, das Motiv des ‚Mad Scientist‘ mit Kannibalismus kreuzt.“